# Trigonia (zoología)
Trigonia es un género extinto de bivalvos, típico de ambientes marinos poco profundos. Estos organismos solían habitar los fondos realizando filtración, alimentándose del fitoplancton presente en el ecosistema. Así, surgieron hace unos 210 millones de años, durante el periodo Jurásico de la era Mesozoica, se extendieron hasta el final de dicha era, en el periodo Cretácico. 

## Características estructurales
Su tamaño medio, estimado gracias al registro fósil, solía estar entre los 6 cm de largo y los 2 cm de altura. Presentan asimetría externa, con unos surcos paralelos que recorren su superficie, haciendo fácil su identificación (véase imagen).

## Especies representativas

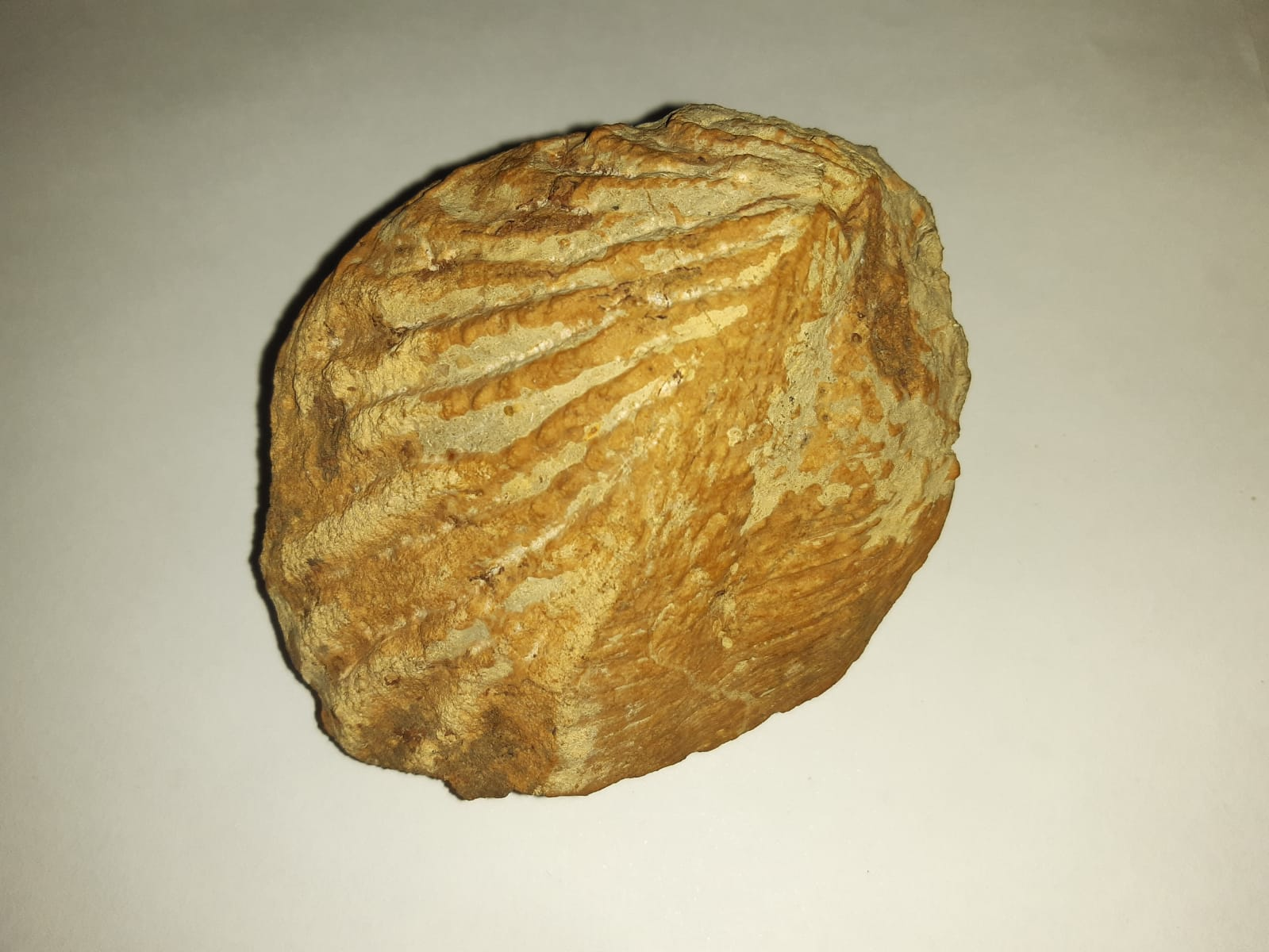
Detalle de la estructura externa de este organismo fósil.